# 대산면 (고창군)
대산면(大山面)은 대한민국 전북특별자치도 고창군의 면이다. 넓이는 43.84km2이고, 인구는 2006년 기준으로 4,618명이다.
대산면 목교마을에는 대한민국 천연기념물 제183호로 지정된 이팝나무가 있다. 수령 250년으로, 높이 10.5m, 둘레 2.68m이다. 보존 가치를 인정받아 문화재청·국립산림과학원·고창군이 유전자은행을 통해 복제나무를 육성하는 데 사용되기도 하였다.

## 행정 구역

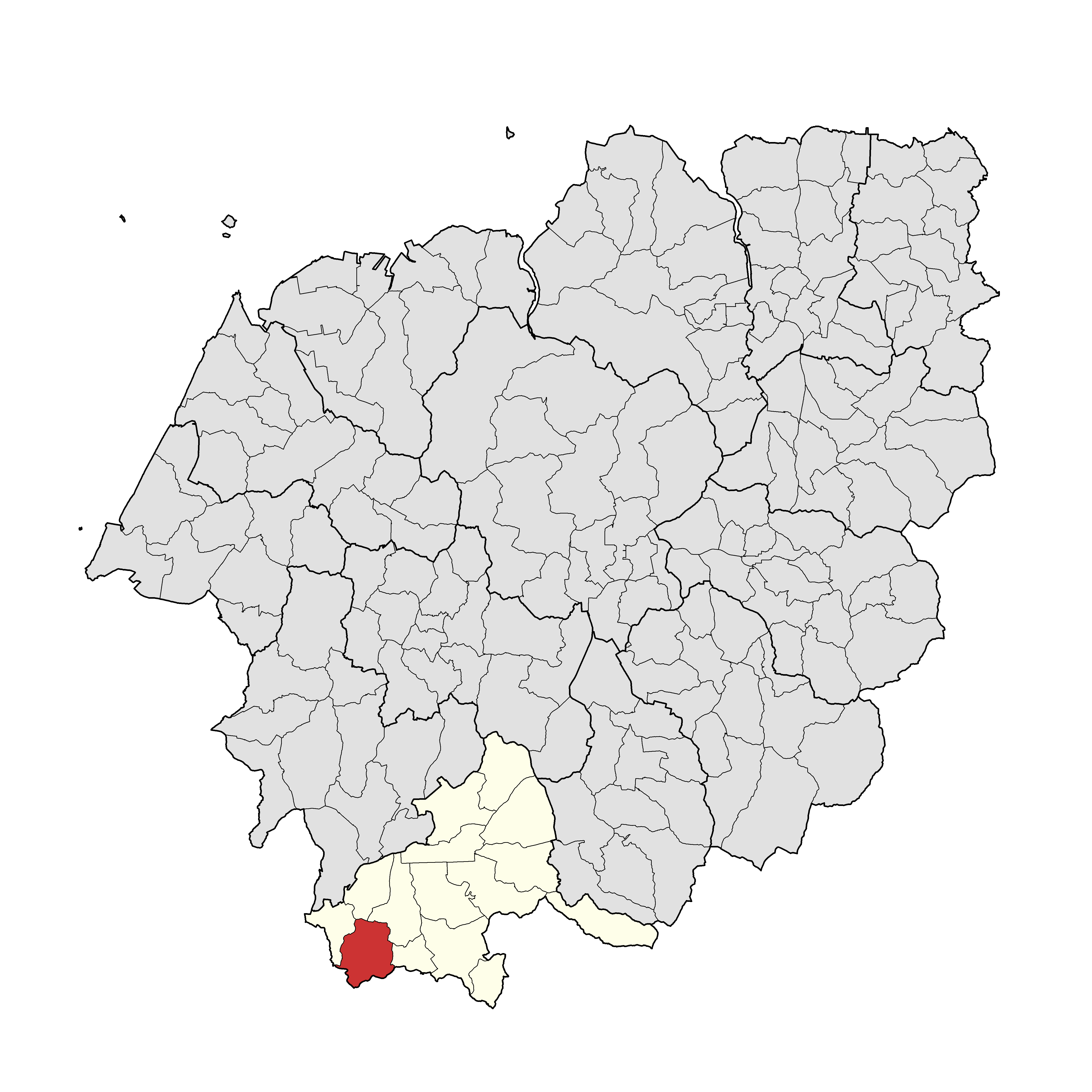
해룡리
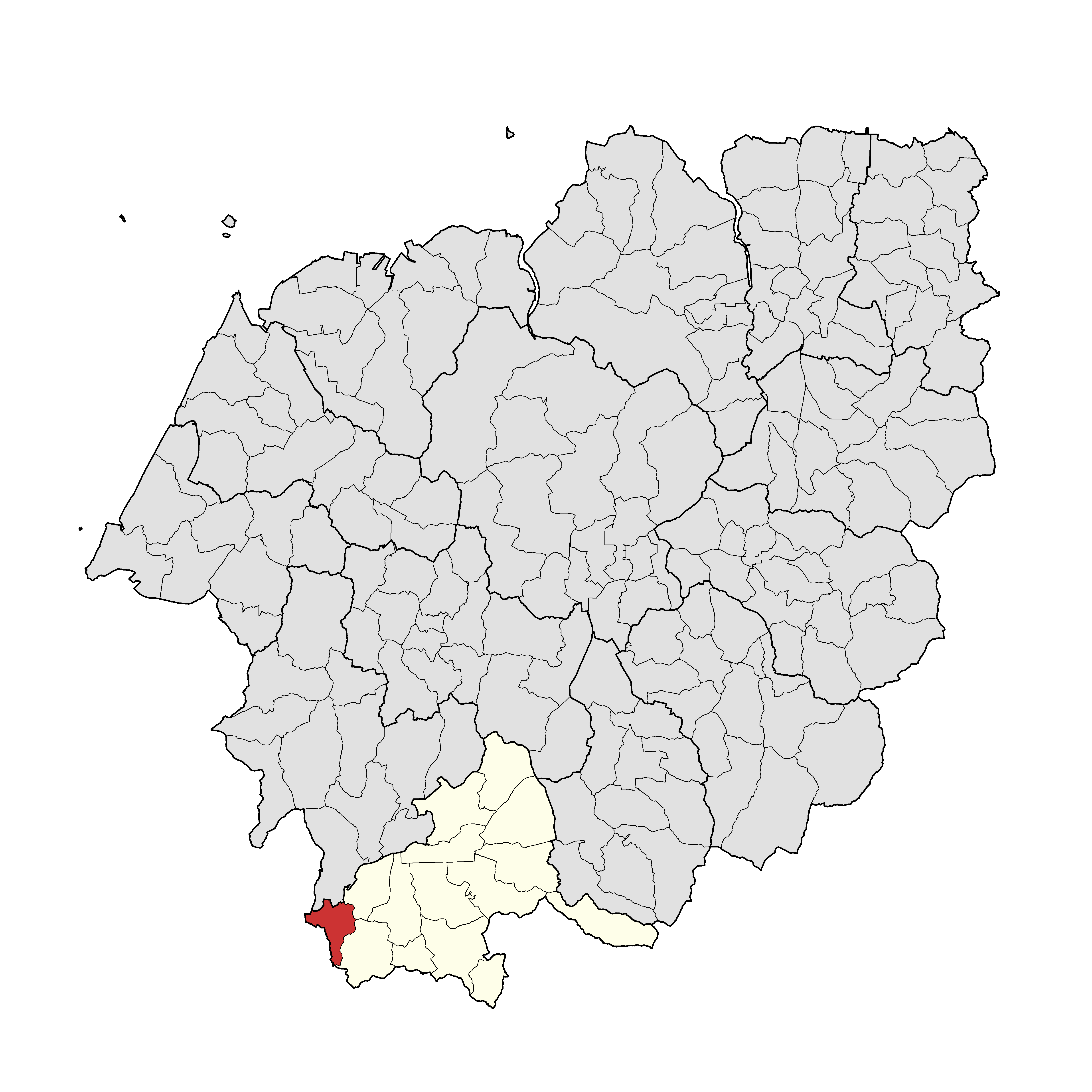
회룡리
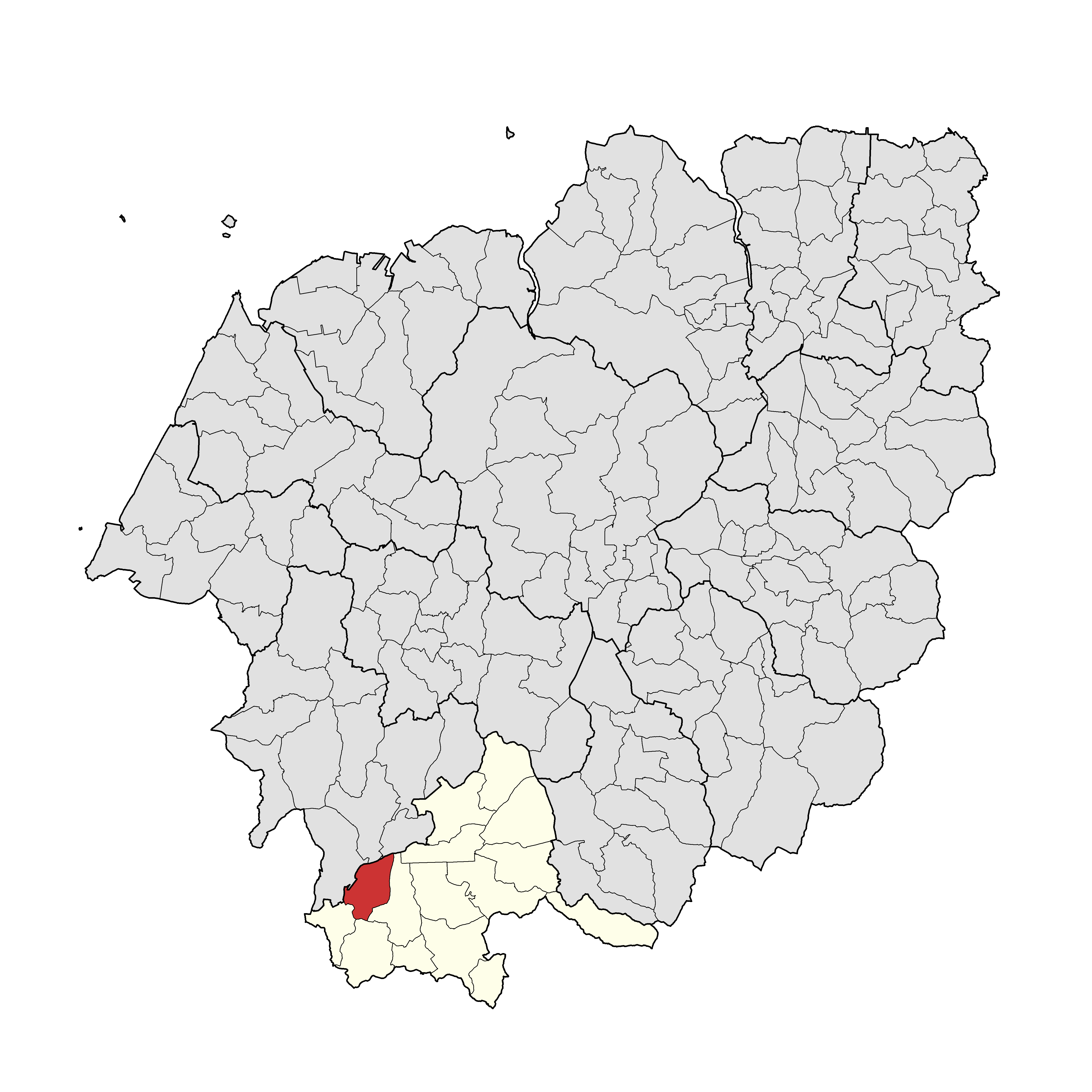
대장리
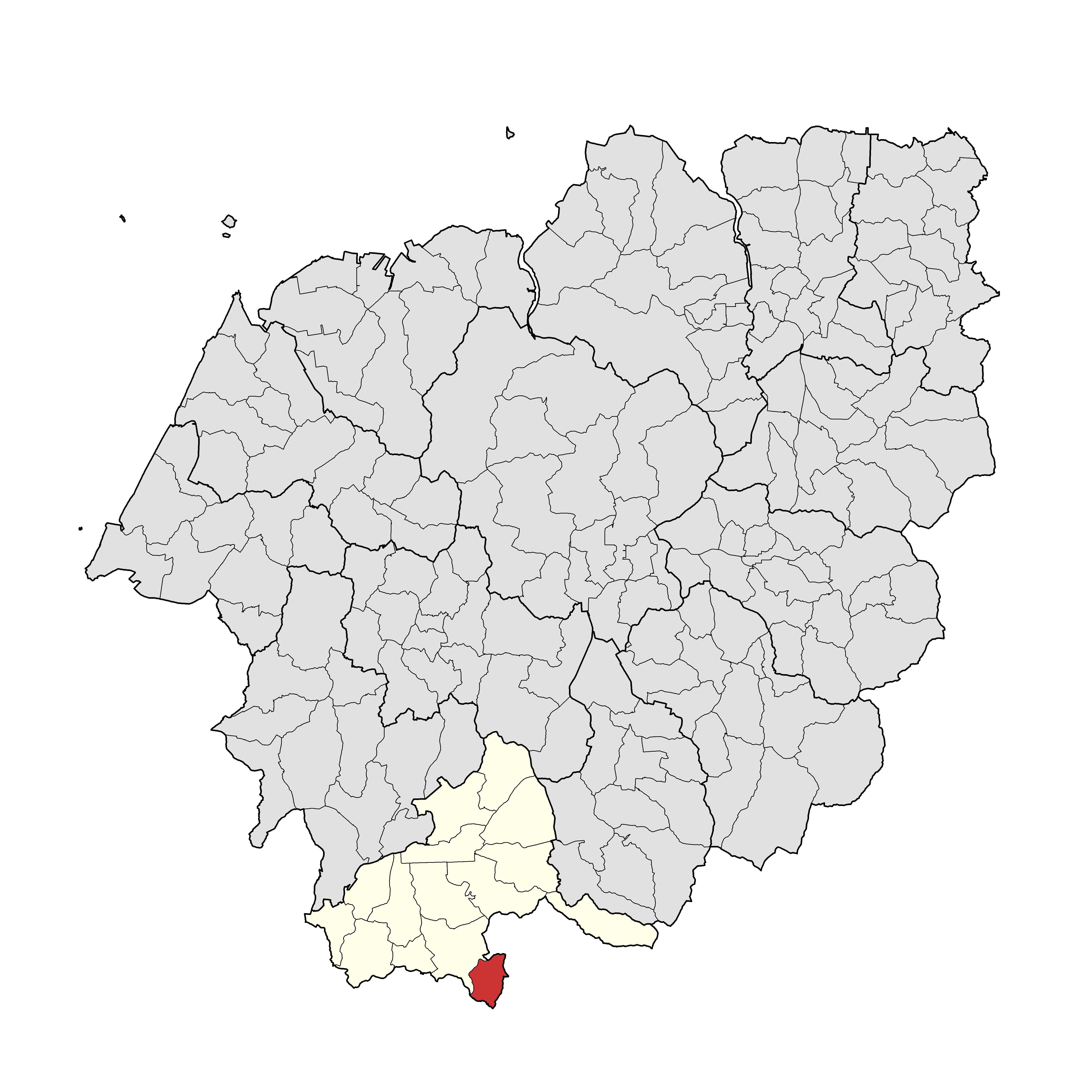
지석리
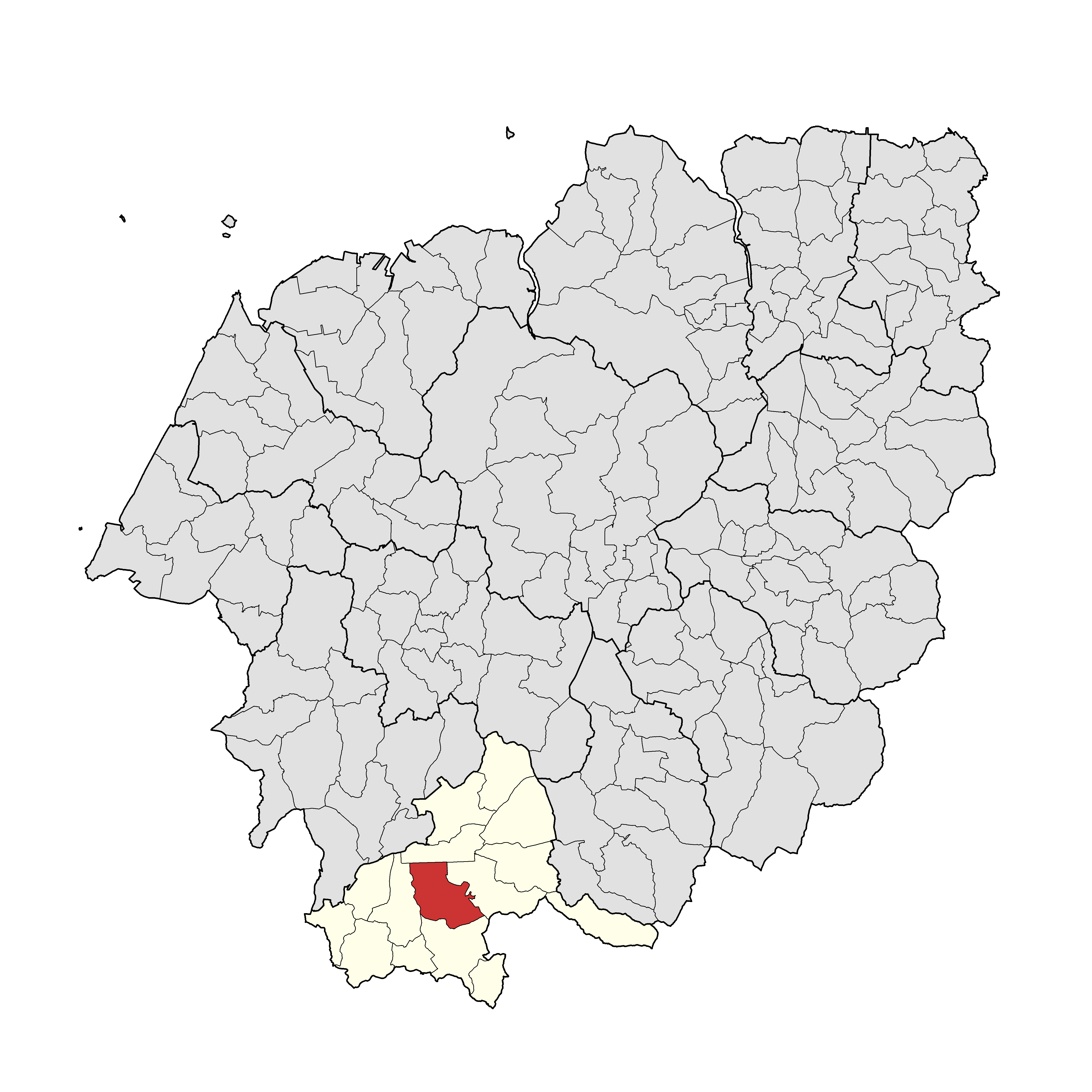
율촌리
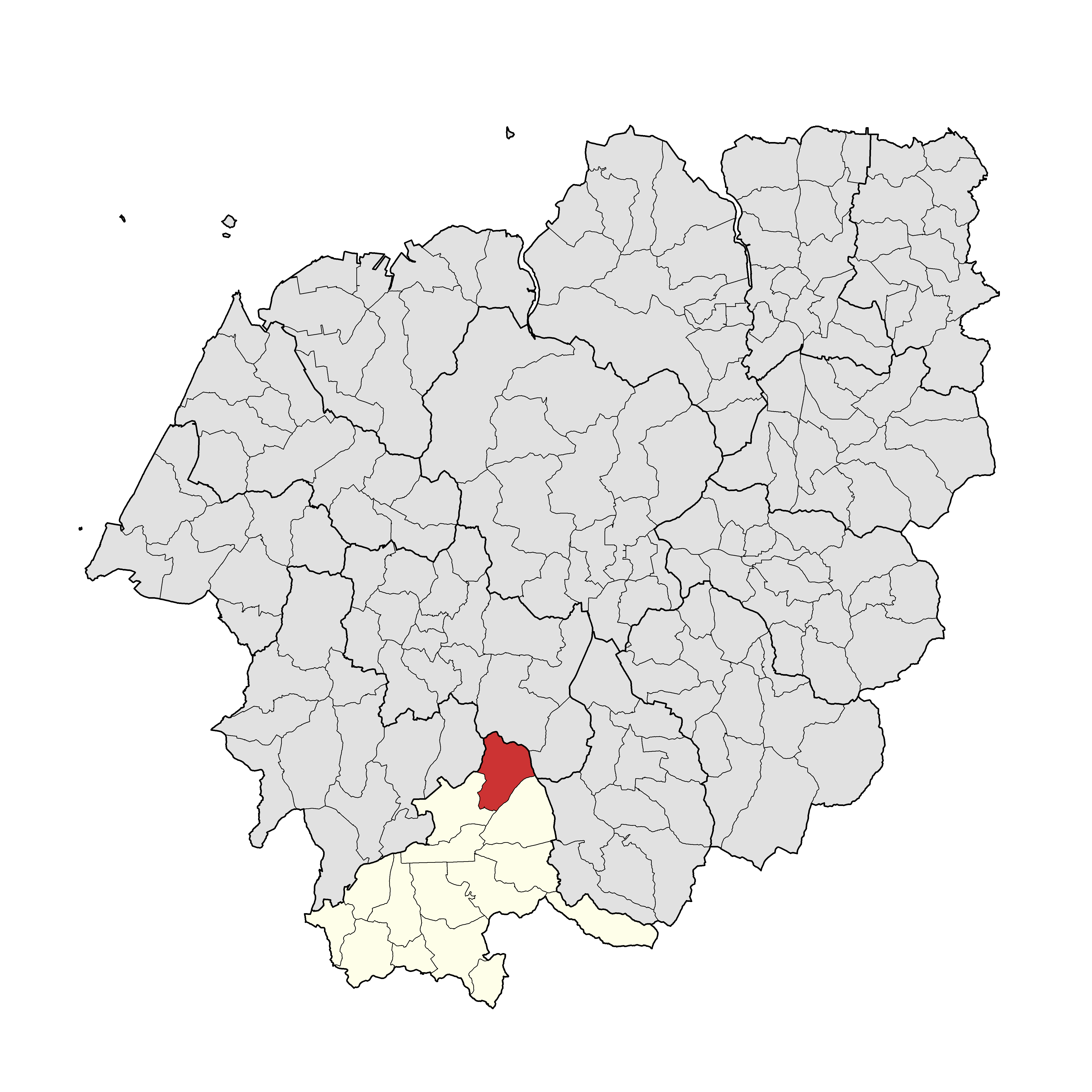
성남리
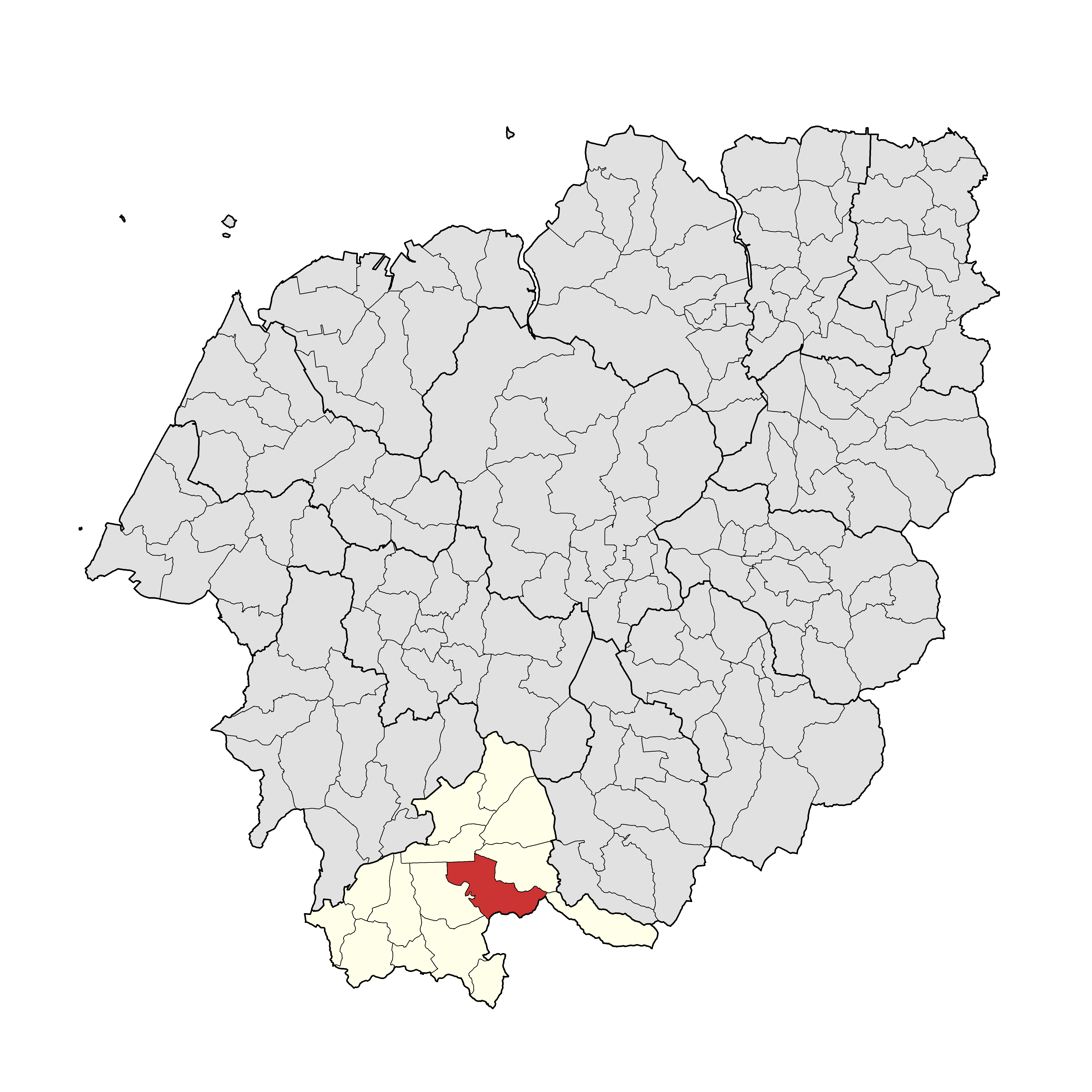
산정리
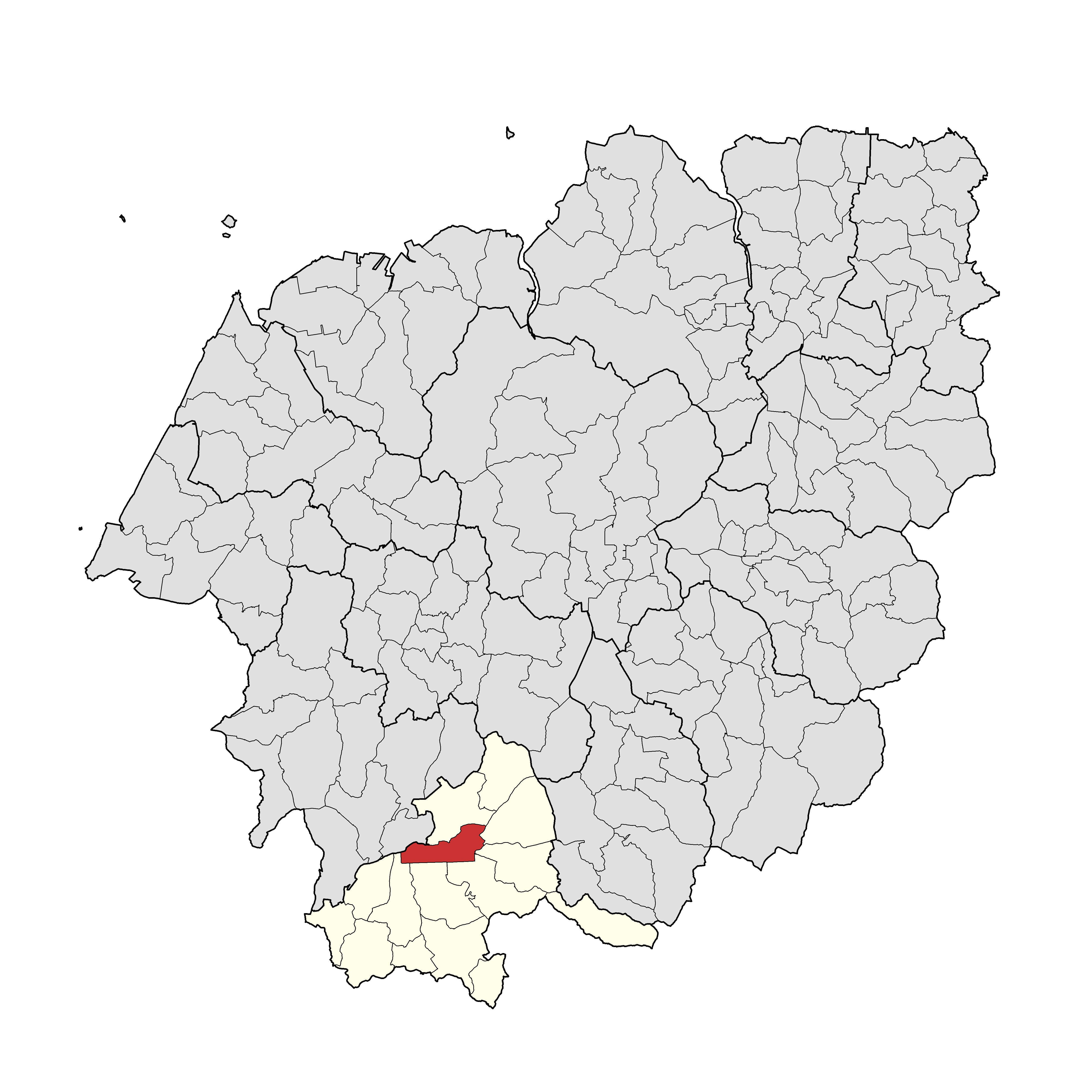
덕천리
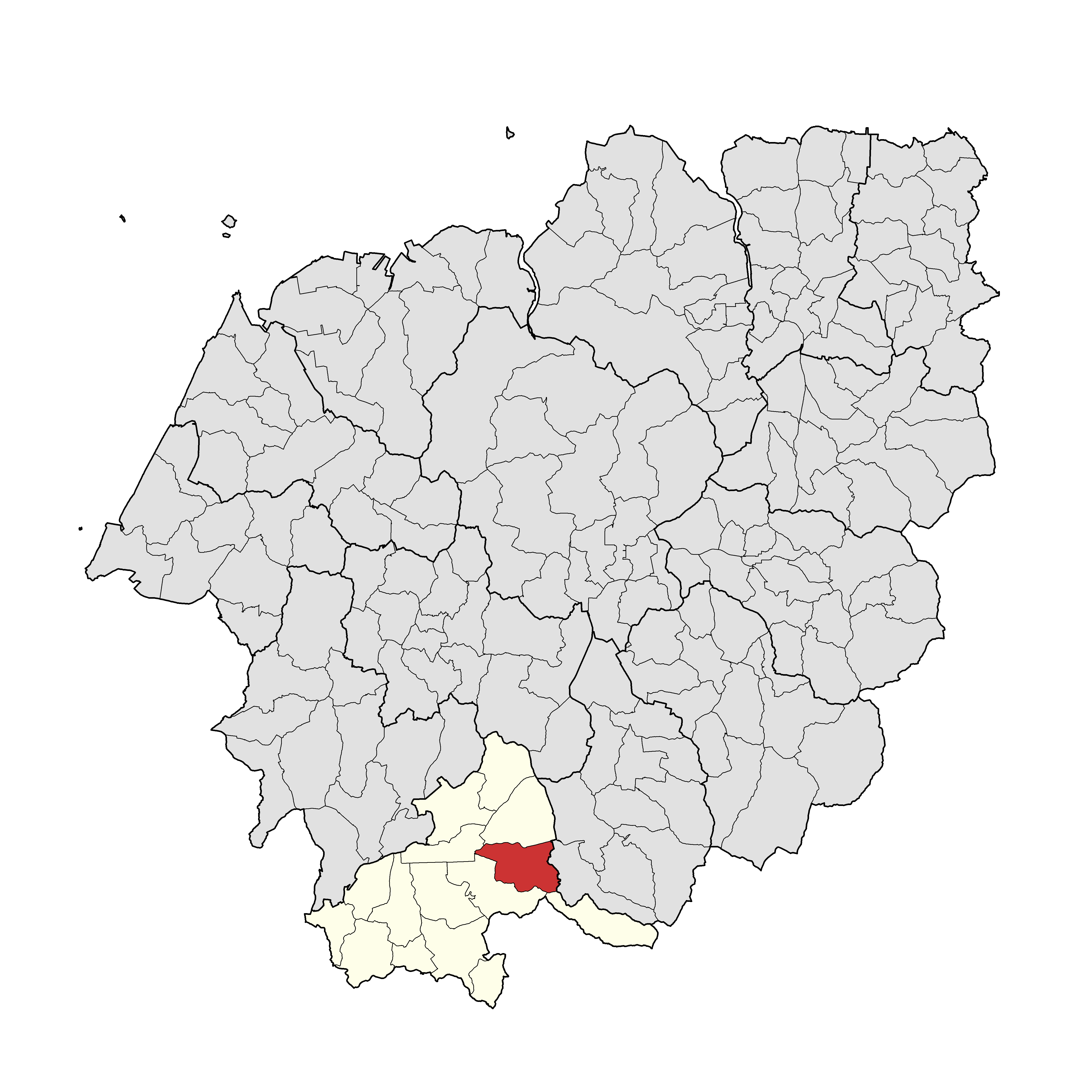
매산리
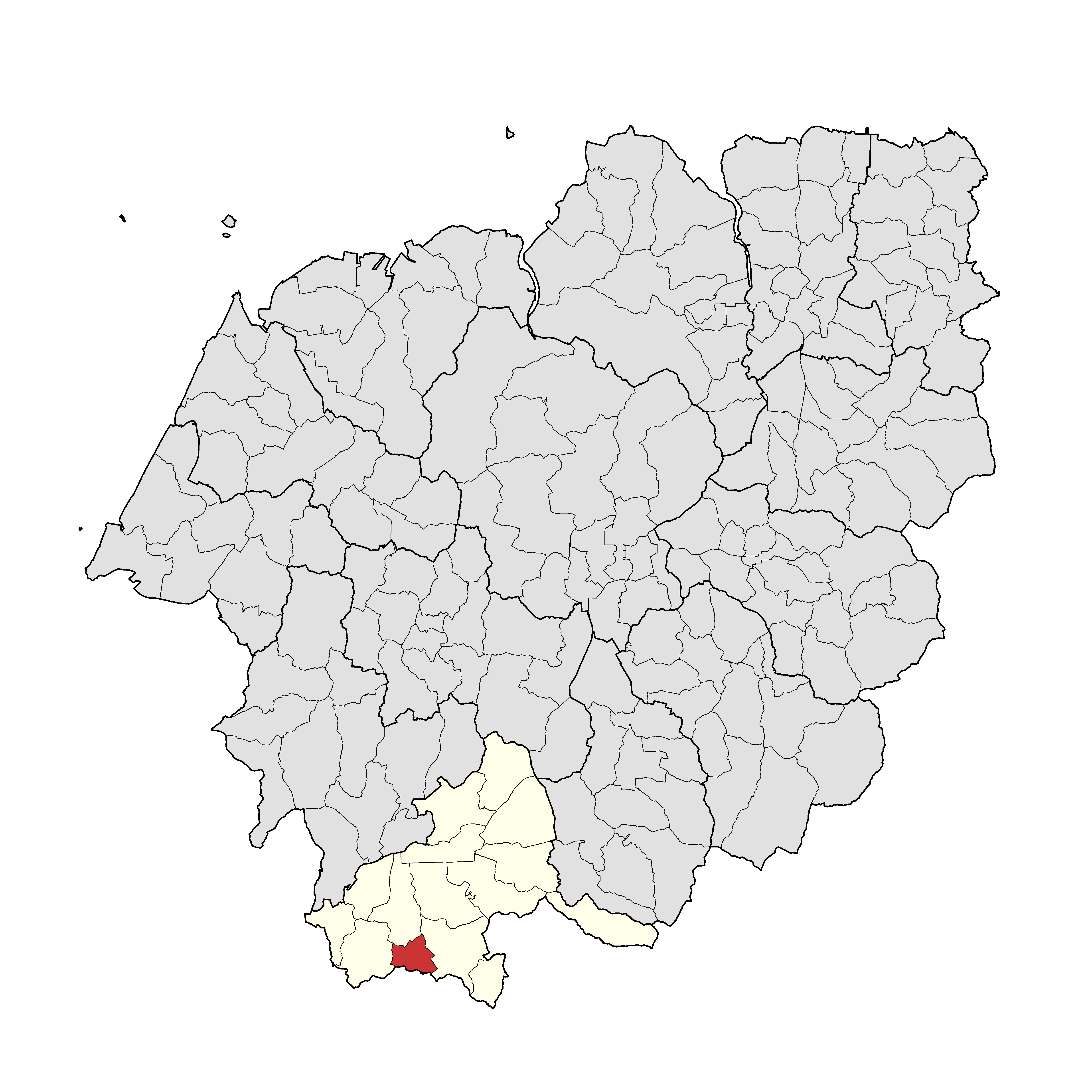
갈마리
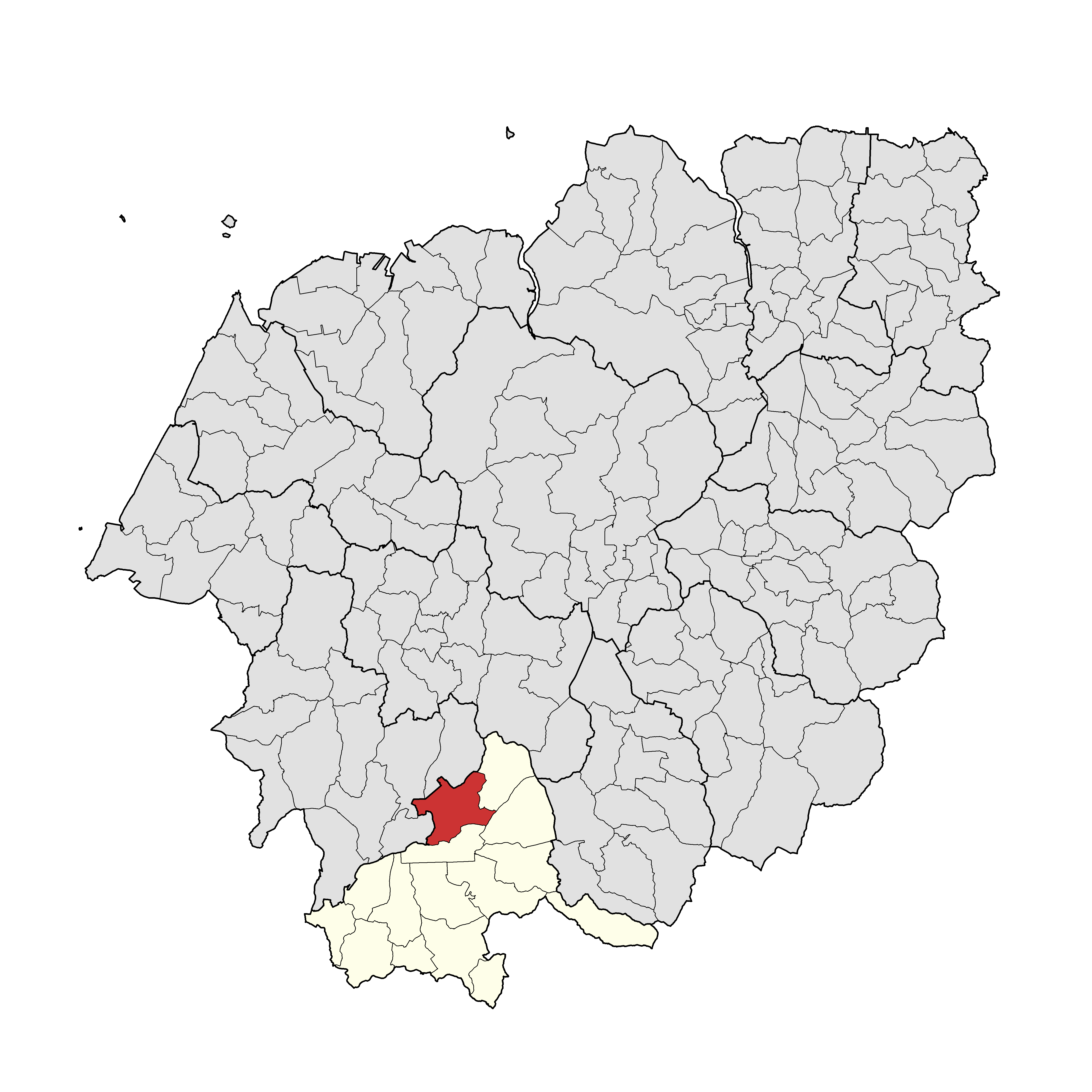
광대리
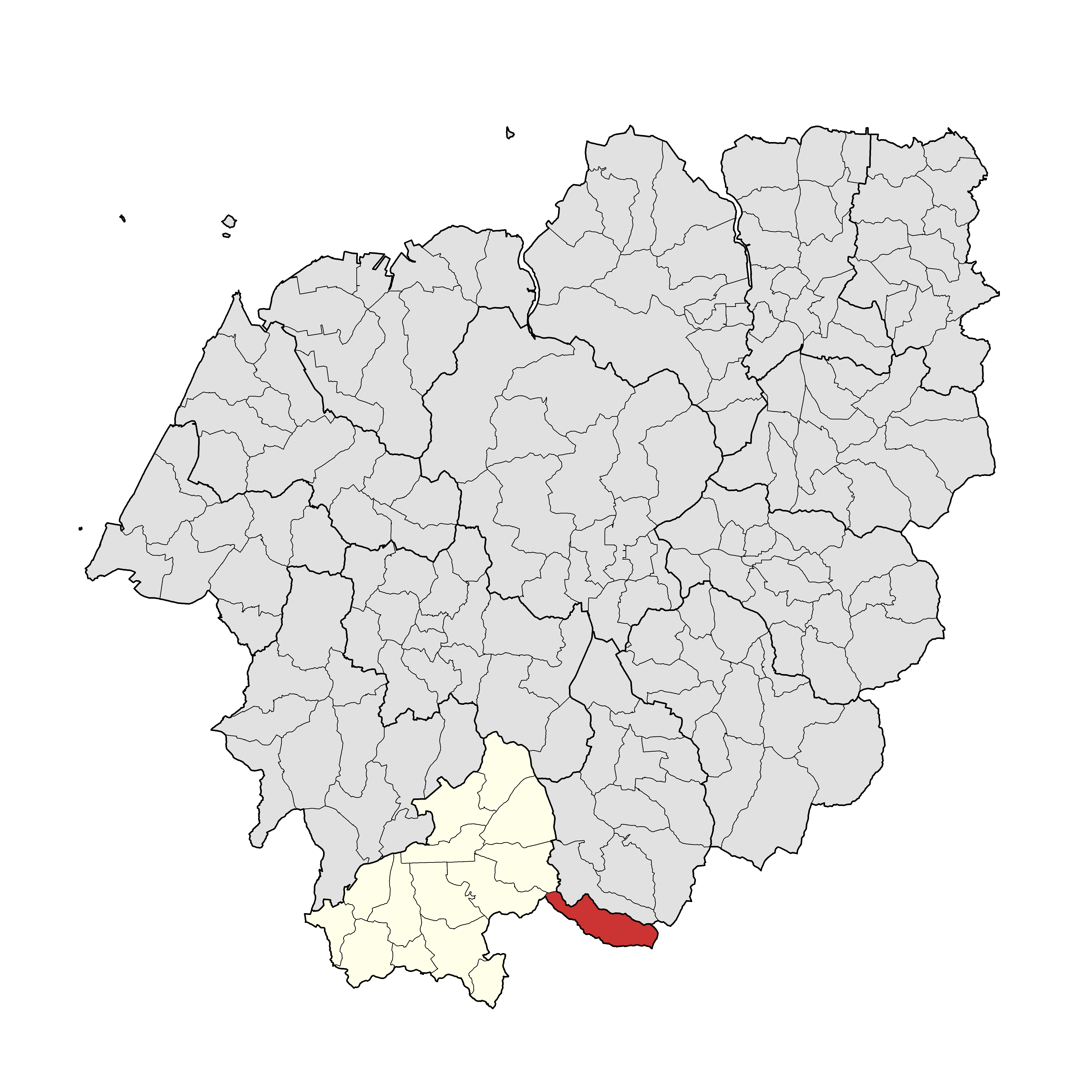
상금리
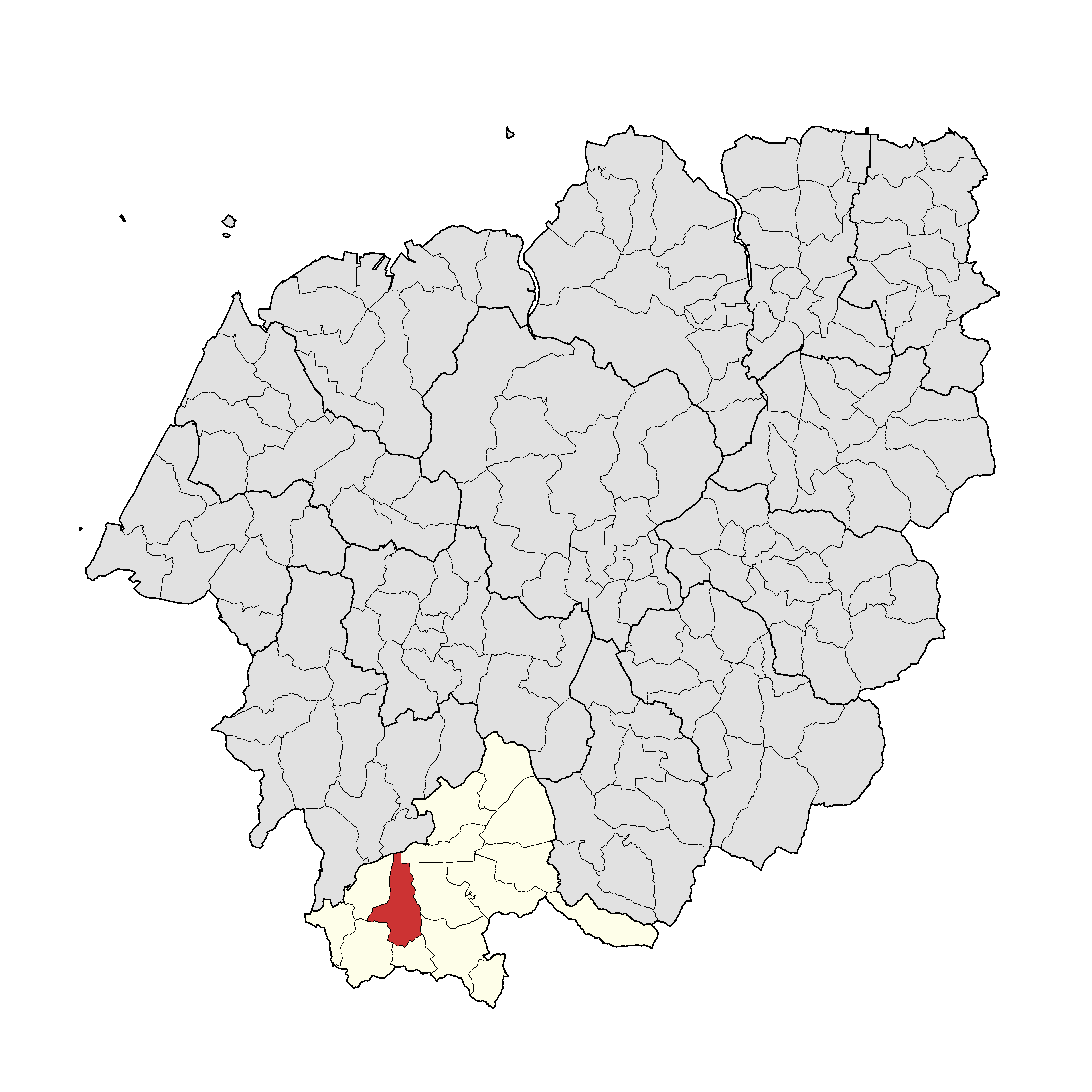
연동리
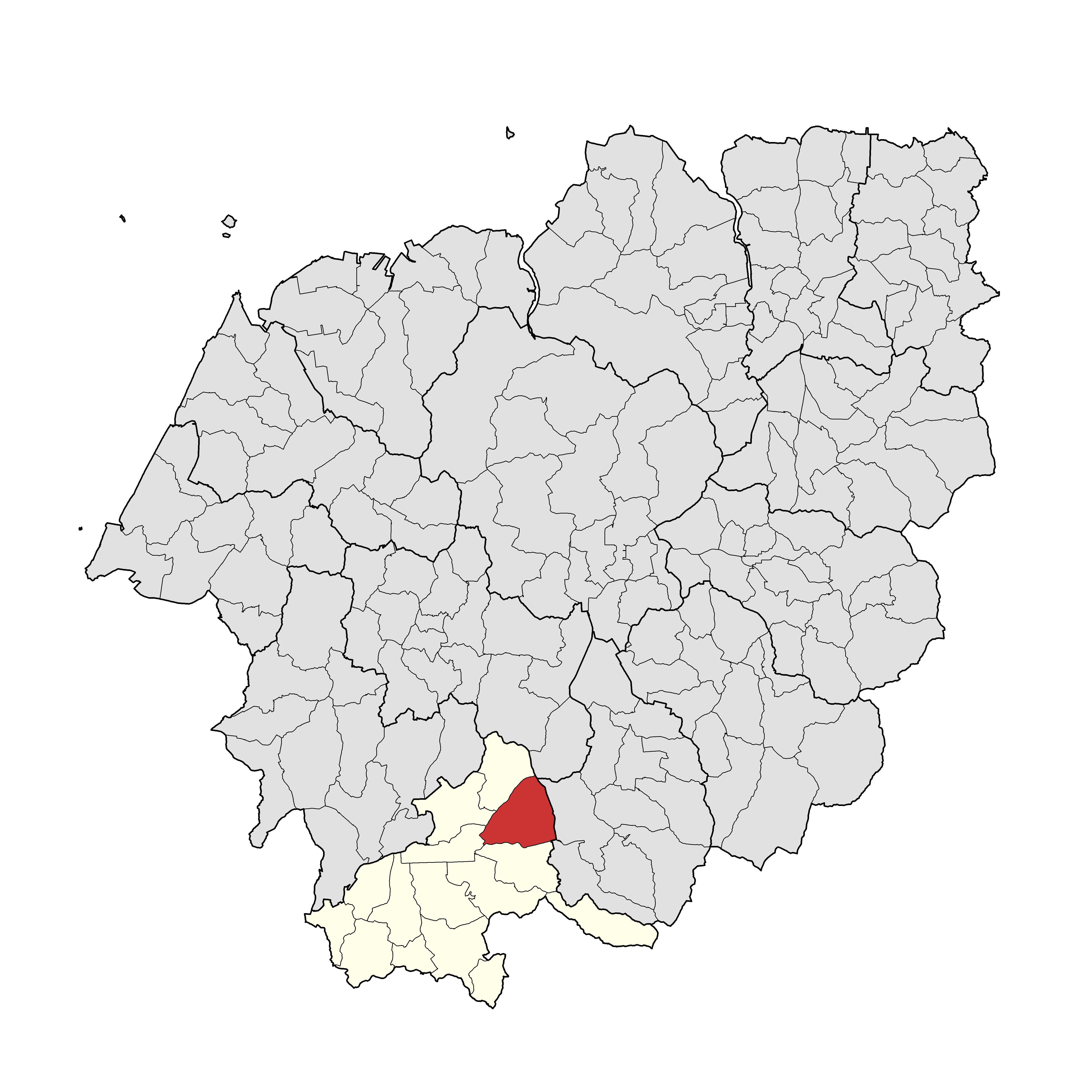
중산리
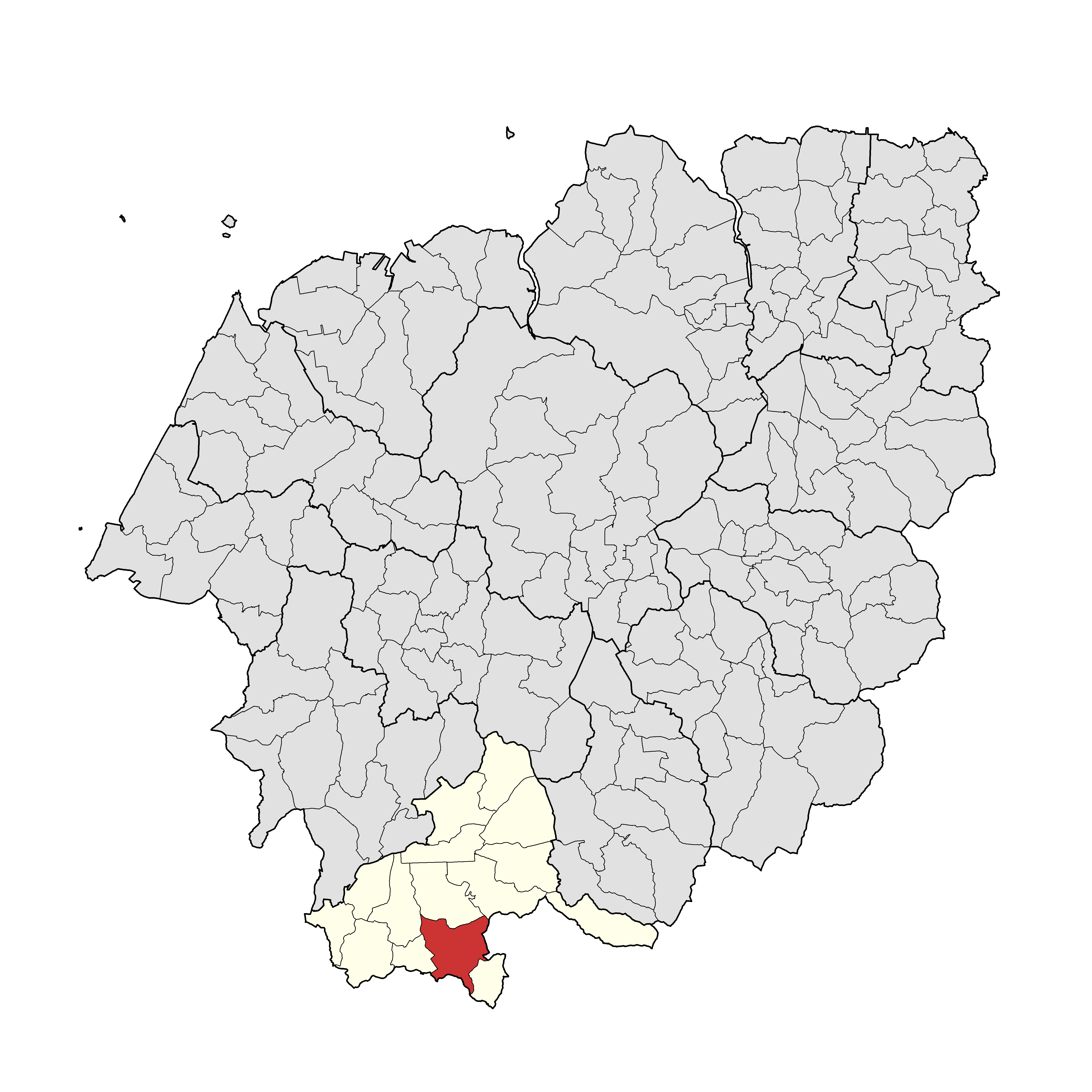
춘산리